# ゲート絶縁膜

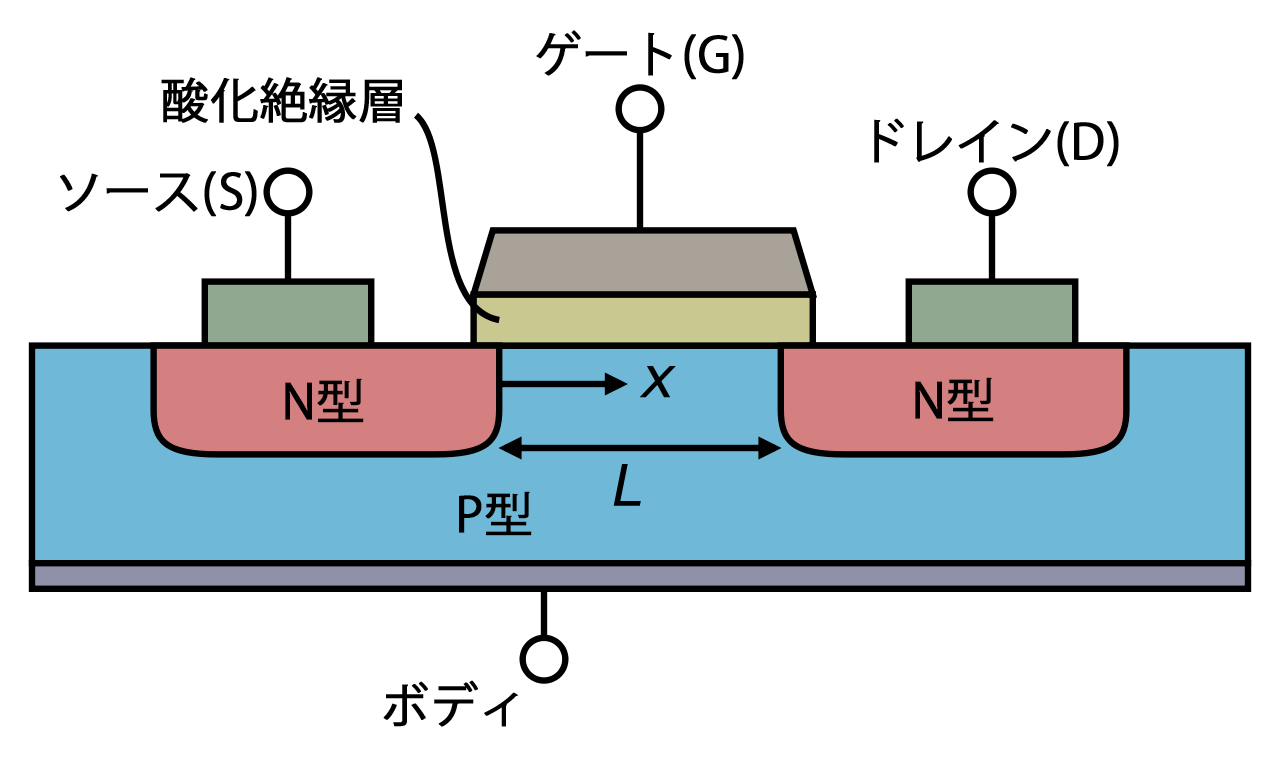
N型チャネルMOSFET模式図

ゲート絶縁膜（ゲートぜつえんまく）とは、電界効果トランジスタ (FET) において、ゲートとチャネル（基板）の間に存在する絶縁膜。
最先端プロセスにおいて、ゲート絶縁体は以下のような多くの制限を受ける。
- 電気的にクリーンな基板との界面（低密度の電子の量子状態）。
- 高電気容量。FET相互コンダクタンスを増加させる。
- 厚さ。絶縁破壊やトンネル効果によるリーク電流を避ける。

電気容量と厚さの制限はほとんど直接的に互いに対立している。
Si基板を用いたFETでは、基板材料であるシリコンを酸化した熱酸化シリコン（二酸化ケイ素、ゲート酸化膜と呼ばれる）を主に用いている。これは熱酸化膜が非常にクリーンな界面を持つためである。TFTなどにおいては、ガラスの融点の関係上熱酸化はできず、プラズマを用いた化学気相成長（プラズマCVD）などで成膜がなされる。
半導体業界では、同じ厚さでも電気容量が高くなる高誘電率の代替材料が求められている。

## 開発史
電界効果トランジスタに使用される最も初期のゲート絶縁膜は二酸化ケイ素（SiO2）であった。シリコンと二酸化シリコンの表面不動態化処理プロセスは、1950年代後半にベル研究所のモハメド・アタラによって開発され、最初のMOSFET（金属-酸化膜-半導体電界効果トランジスタ）に使用された。現在でも二酸化シリコンはMOSFETのゲート絶縁膜として標準的に使用されている。